# Glandularia lipozygioides
Glandularia lipozygioides là một loài thực vật có hoa trong họ Cỏ roi ngựa. Loài này được (Walp.) L.E.Navas mô tả khoa học đầu tiên năm 1979.